# 옥토퍼스 카드
옥토퍼스 카드(Octopus card, 중국어 간체자: 八达通, 정체자: 八達通)는 홍콩특별행정구의 공공 교통기관 등에 있어 사용할 수 있는 IC칩을 탑재한 비접촉형 선불카드 및 카드형 이외의 제품의 총칭이다. 1997년 9월에 정식 도입된 공공교통기관 선불카드이다.
교통 기관뿐만 아니라, 편의점, 슈퍼마켓, 패스트푸드점, 거리 주차 미터, 주차나 다른 주요소, 자판기 등에서도 사용할 수 있는 다기능 카드이다. 비접촉식 스마트 카드 결제 시스템은 2006년 세계 IT 우수상을 수상하여 혁신적인 기술을 뽐내고 있다.

## 개요

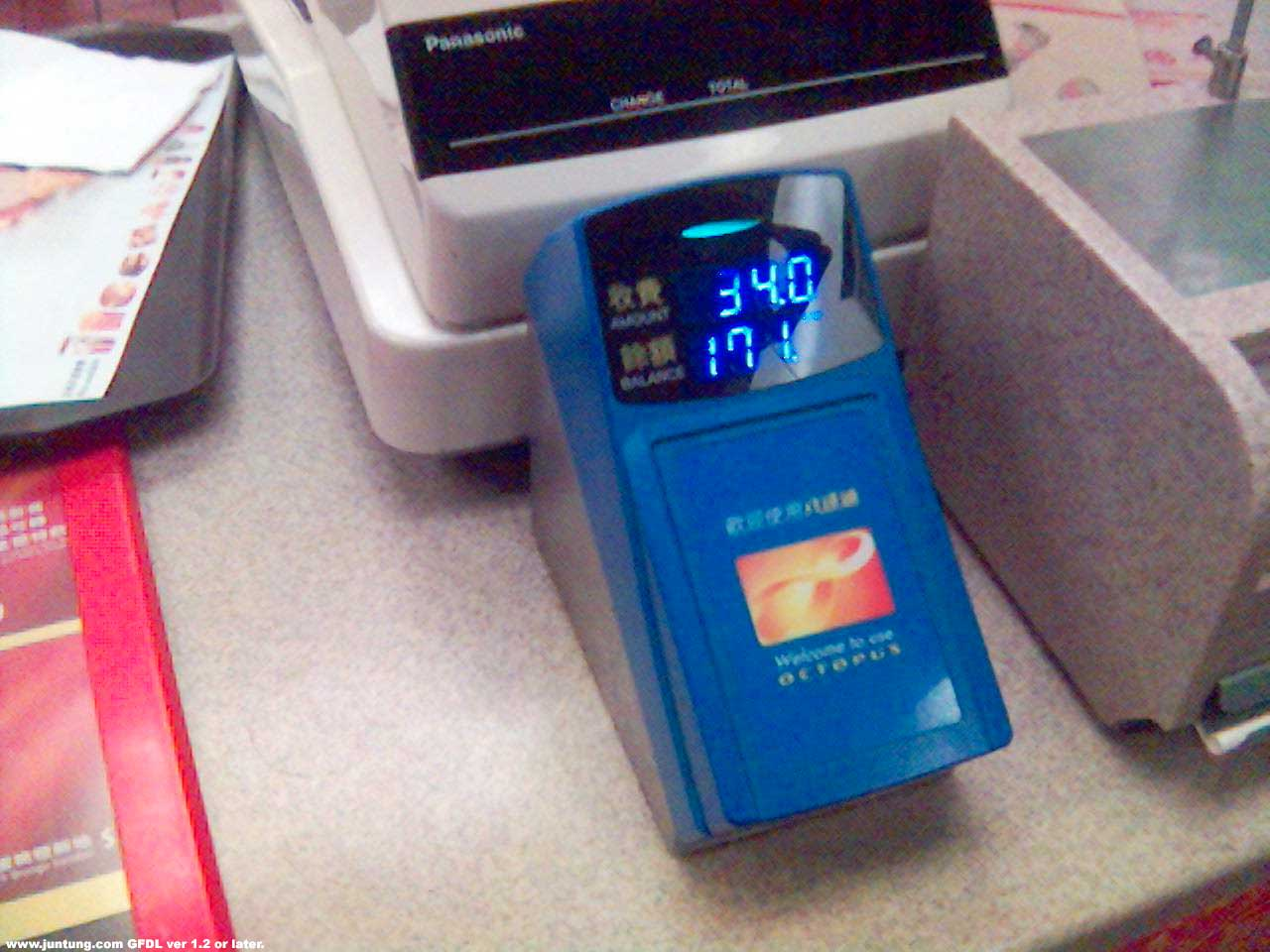
센트럴 역의 맥도날드의 리더기

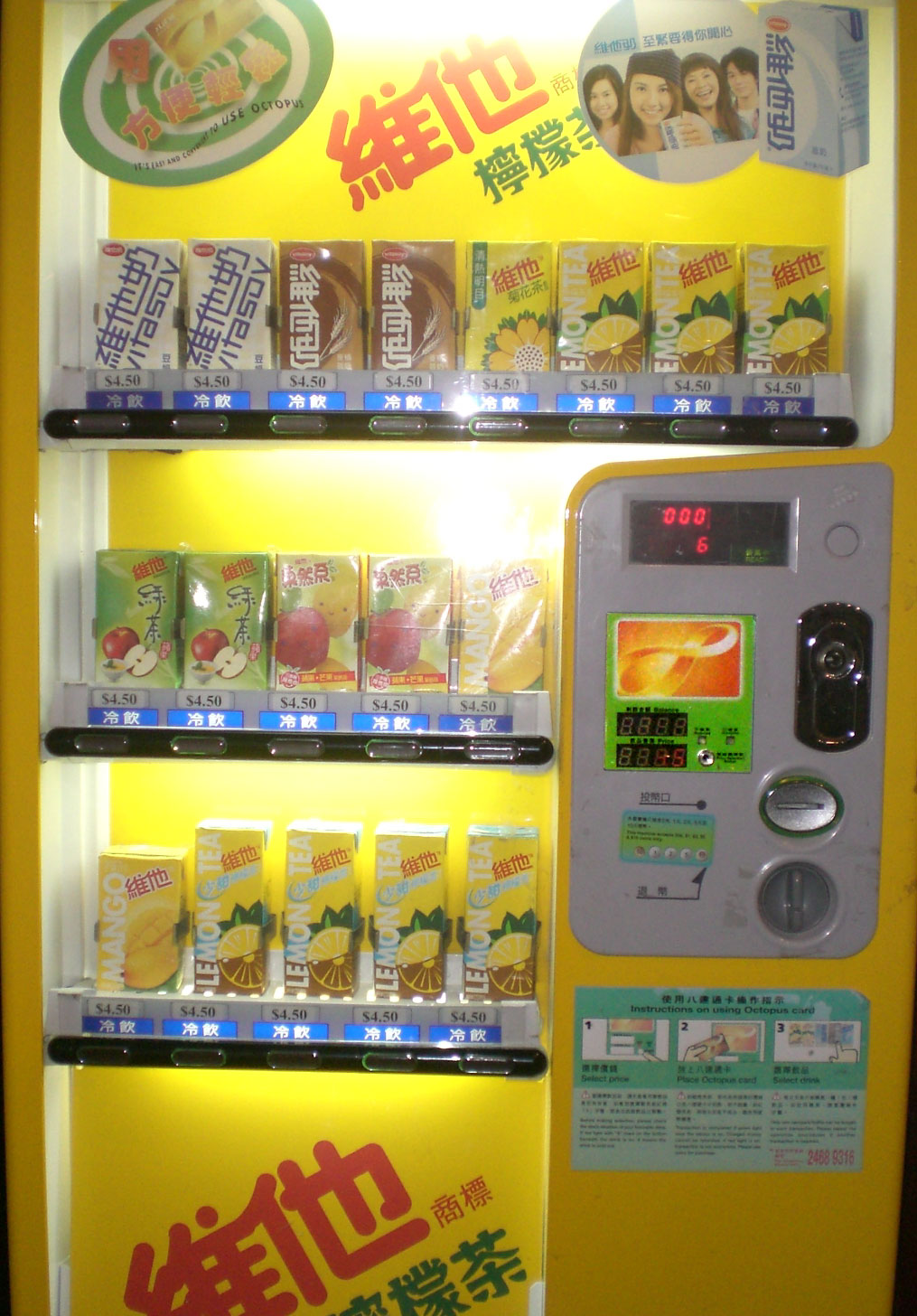
옥토퍼스 카드가 가능한 자판기

옥토퍼스 카드는 종합 교통 카드로 현금이 필요없는 편리한 스마트 카드이다. 지하철이나 철도에서는 옥토퍼스 카드를 사용하면 10% 정도의 요금이 할인된다. 또 환승 등 특정의 조건을 충족하면 운임이 할인이 되는 경우도 있다. 홍콩은 철도 관련 정기승차권이 존재하지 않았기 때문에 이 카드의 보급 속도가 빨랐다.
옥토퍼스 카드는 지하철(MTR), 버스, 녹색 또는 일부의 적색 미니버스, 홍콩 트램(전철), 경전철, 스타 페리 등의 페리 노선, 케이블카(피크 트램) 등 택시를 제외한 많은 주요 교통기관에서 사용할 수 있다. 또 교통기관 외에 전자화폐로서 편의점(편리점), 커피숍, 레스토랑, 자동판매기, 증명사진 촬영기, 공중전화 등의 여러 가지 시설에서 이용할 수 있다.
카드의 발행은 홍콩의 옥토퍼스 카드 유한공사(Octopus Cards Limited, 八達通卡有限公司)가 담당하고 있다. 현재까지 홍콩 시내의 인구를 초과한 1,200만매 정도가 발행되었다.

### 버스요금 시스템

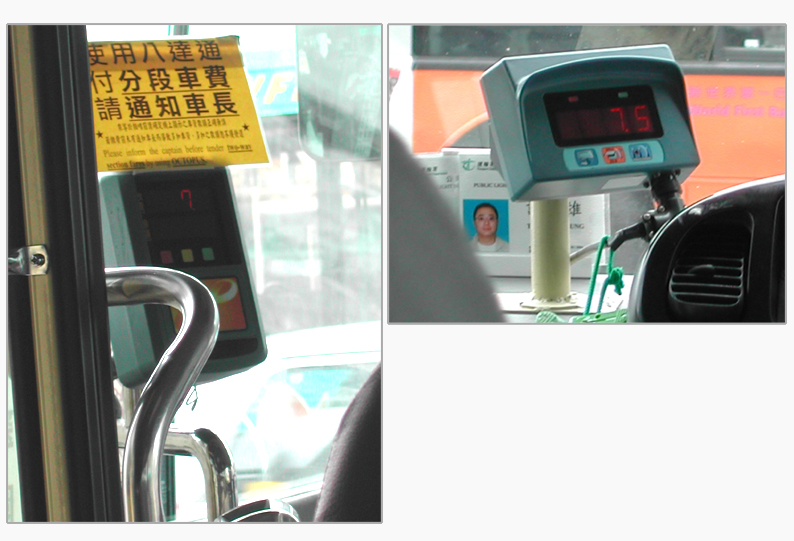
미니버스의 옥토퍼스 시스템

홍콩의 버스나 트램에 갖춰져 있는 요금박스에는 원칙으로서 거스름돈의 기능은 없으며, 다만 적색의 미니 버스에서는, 소액지폐는 운전기사가 직접 거스름돈을 전해 준다. 버스 요금은 거리에 따라 요금이 정해지는 변동제 요금을 적용한 노선이 많고, 같은 구간을 지나는 버스라도 노선에 따라 요금이 다른 경우가 많다. 또 차종이나 냉방의 유무에 따라서 운임이 달라진다.
홍콩에서는 2층 버스로 대표되는 대기업이 운영하는 버스회사 노선과 마이크로 버스 차량을 사용한 미니버스 노선이 무수히 존재한다. 미니버스에는 구간 승강이 자유로운 녹색 미니버스와 종점만 정해두고 운전자가 자유롭게 노선을 결정하는 적색 미니버스가 있다.
- 2층 버스
- 적색 미니버스
- 녹색 미니버스

## 종류

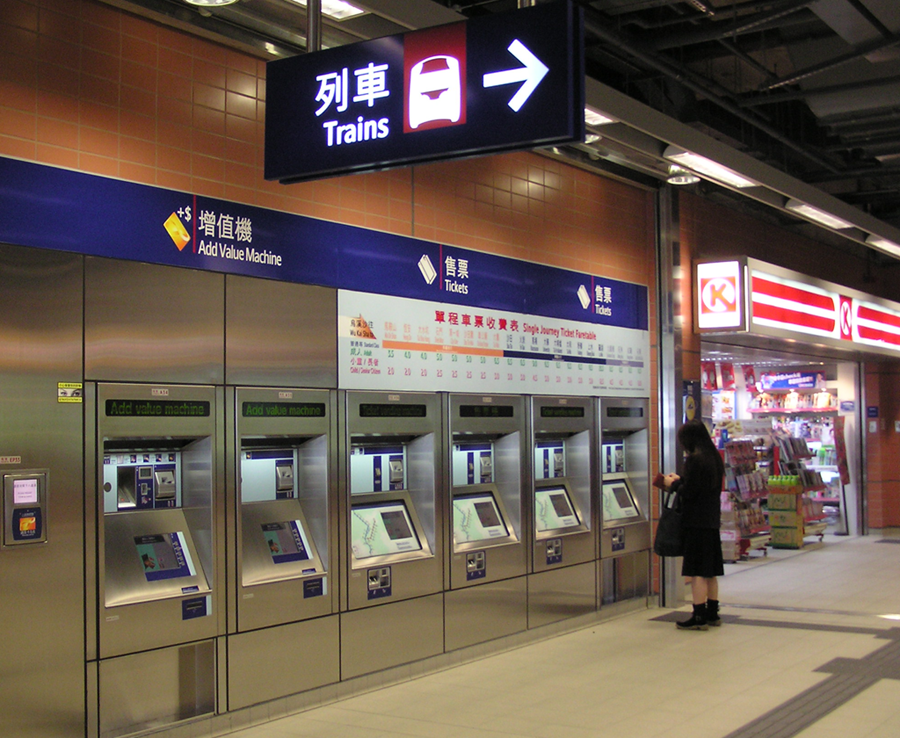
우카이샤 역의 카드 판매기

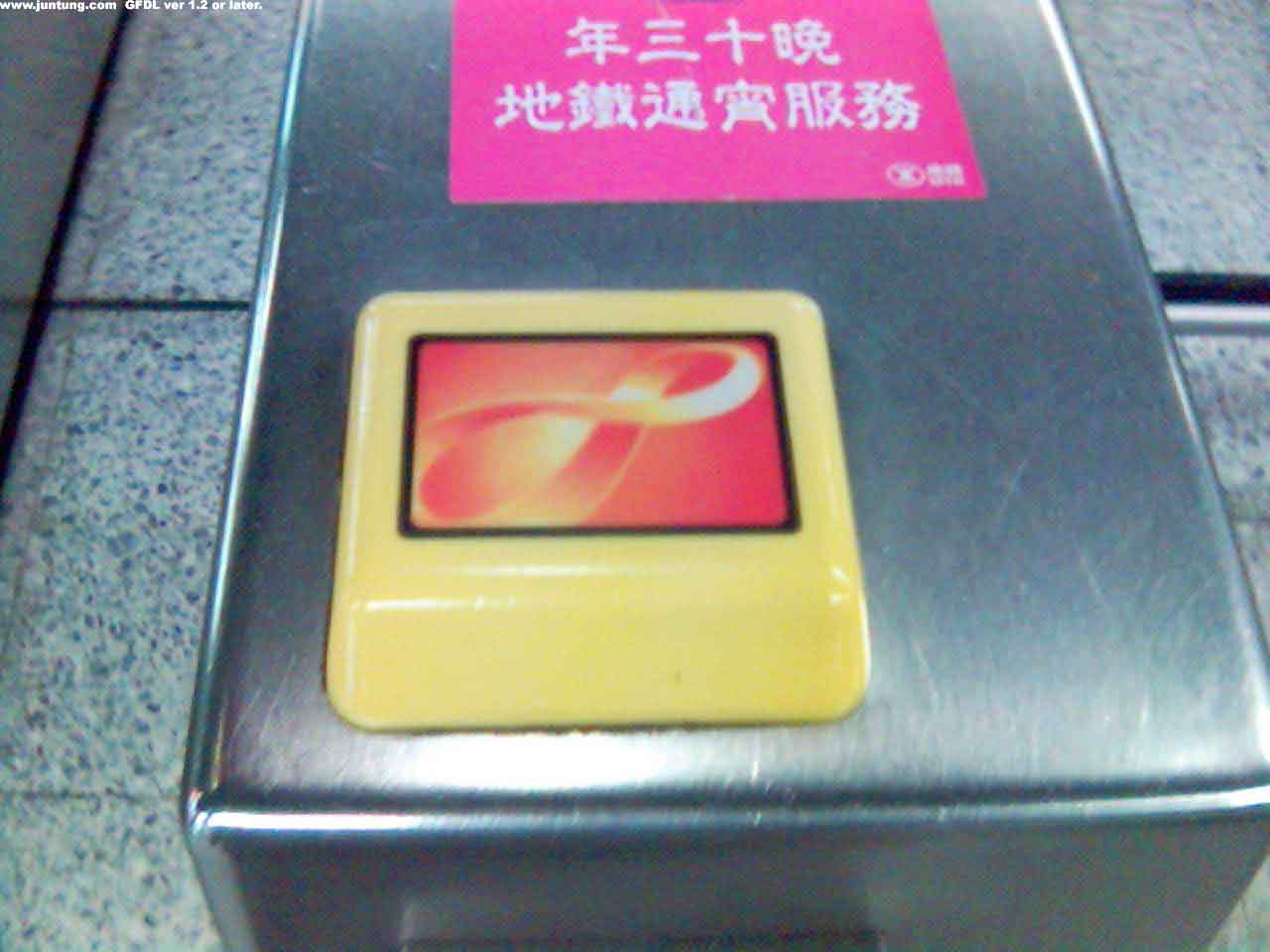
지하철 역의 개찰구

표준 옥트퍼스 카드에는 성인(Adult), 아동(Child), 노인(Elder), 학생(student) 카드와 개인정보가 들어간 개별 카드(Personalized)가 있고, 모두 뫼비우스의 띠 디자인을 적용한 공통무늬로 카드 종류마다 색상이 다르다. 유효기간은 최종 증액으로부터 3년간이며, 개별 카드에는 소유자의 이름, 사진(선택)이 인쇄되어 기록되고 있다. 연령에 따라 어른, 아이, 노인으로 구별되어 또 학생증으로 사용할 수 있다. 카드 구입 시에는 50 홍콩 달러가 포함되어 있으며, 반환 시에 미사용액과 함께 반환된다. 개별 카드의 경우는 별도의 20 홍콩 달러가 수수료로 구입액에 포함된다. 반환 시에는 수수료가 필요한 경우가 있다. 판매는 홍콩 내의 지하철과 각 철도 역의 유인 매표소나 안내소, 페리 승강장, 편의점 등에서 구입할 수 있다.
또 관광 천국으로 명성에 걸맞게 여행자 전용으로 〈에어포트 익스프레스 여행자 옥토퍼스〉 (Airport Express Tourist Octopus)가 있다. 이것은 홍콩 국제공항의 공항 역과 각지를 연결하는 에어포트 익스프레스(지창콰이 선)에 1회 승차할 수 있는 220 홍콩 달러의 카드, 및 2회 승차할 수 있는 300 홍콩 달러의 카드가 있다. 이 카드로는 3일간 MTR에 무료로 승차할 수 있는 특전이 있다. 예치금액은 각각 50 홍콩 달러로 반환 시 되돌려 받을 수 있다. 유효기간은 구입 일로부터 180일간으로 체류 기간이 14일 이내의 여행자만 이용할 수 있다. 공항 역에는 개찰이 없고, 개찰이 있는 역에서 승하차 할 때의 정산이 된다.
| 종류 | 색상                                     | 비용                 | 나이                                               |
| ---- | ---------------------------------------- | -------------------- | -------------------------------------------------- |
| 아동 | 분홍색                                   | HK$70                | 3세~11세 (초기 HK$20)                              |
| 학생 | 노란색,분홍색,파란색,초록색등의 모자이크 | -                    | 2005년 이후 개별 카드로 교체됨. 대학생까지         |
| 성인 | 노란색,분홍색,파란색,초록색등의 모자이크 | HK$150               | 초기 HK$100                                        |
| 노인 | 초록색                                   | HK$70                | 시내버스는 60세 이상, KMB는 65세 이상. 초기 HK$20. |
| 개별 |                                          | HK$100, 학생은 HK$90 | 초기 HK$30, 수수료 HK$20. 학생은 사진과 이름 표기  |

## 사용법

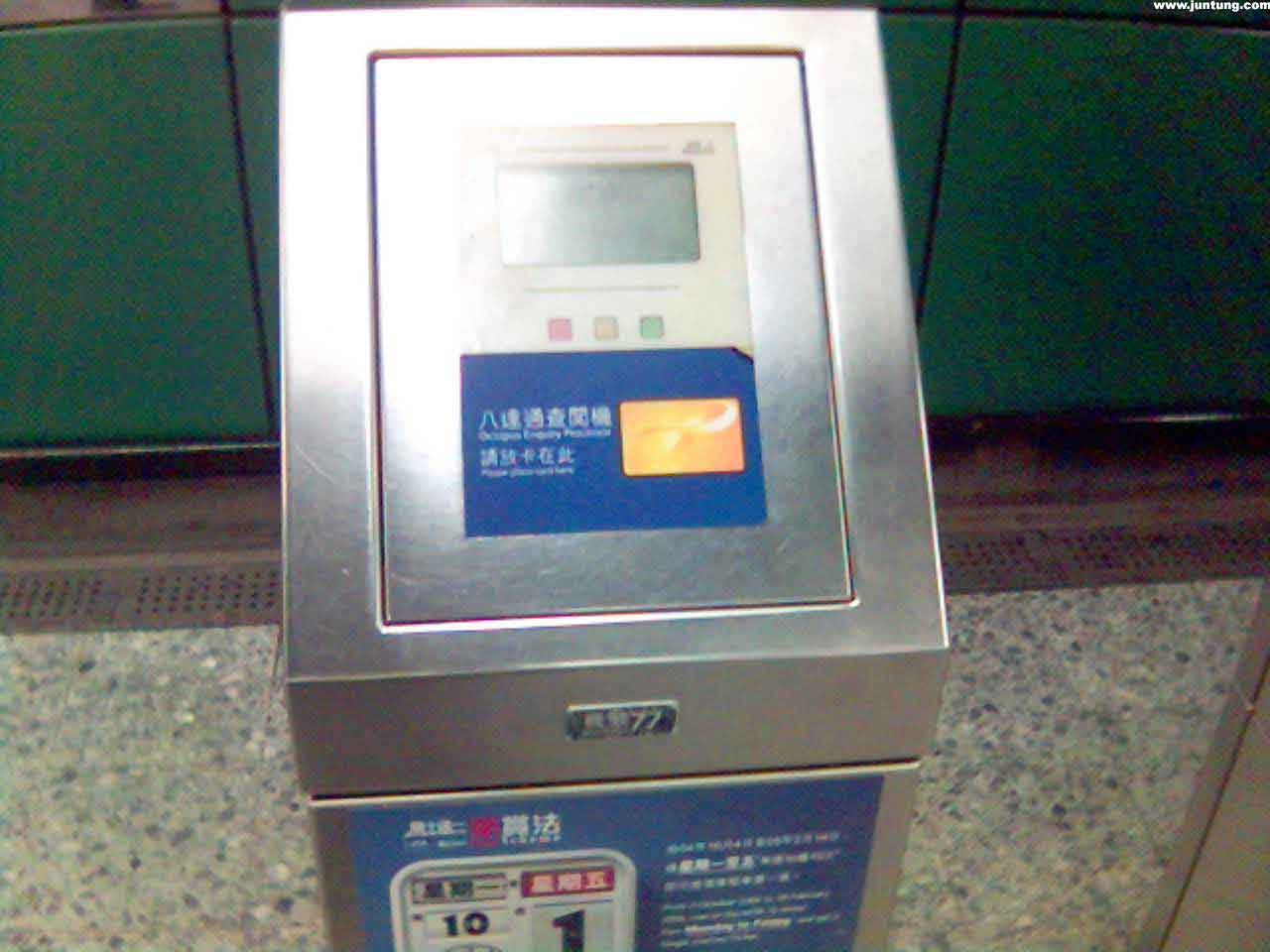
잔고확인기

기본적으로 대한민국에서 교통카드 기능이 내장된 카드를 사용하는 방법과 동일하다. 옥토퍼스 카드에는 IC팁이 탑재되고 있어 철도의 자동 개찰기에 설치된 센서에 카드를 읽게하면 된다. 센서에 의한 독해는 가죽 가방이나 핸드백 등이 두꺼운 간섭물이 있어도 가능하다. 개찰 시에는 입장 기록이 기록되어 나갈 때 운임 전액이 공제된다.
버스는 승차 시에, 트램은 하차 시에 운임 전액이 공제된다. 전자화폐로 사용할 때도 구입한 상품 또는 서비스 금액만큼 공제된다. 사용 중에 충전 금액이 부족한 경우는 예치금에 상관없이 잔액이 -$35 HK를 밑돌지 않는 경우면 공제할 수 있다. 잔액이 0또는 마이너스가 되었을 경우는 충전 때까지는 이용할 수 없게 된다.

### 충전
충전은 홍콩 내 지하철과 각 철도 역의 승차권 매표소에 설치되어 있는 〈충전기〉(Add Value Machine)라고 표기된 옥토퍼스 카드 전용기, 또는 유인 매표소, 안내소, 시중의 편의점 등에서 충전할 수 있다. 충전기에는 현금(대체로 $50 HK나 $100 HK 지폐만 투입 가능하다) 및 현금카드를 사용할 수 있다. 또 홍콩에서 발행한 신용 카드와 연결하여 등록하면 자동으로 요금충전이 가능하고, 옥토퍼스 카드의 잔고가 제로 또는 마이너스가 된 상태로 이용하면 $250 HK(일부 신용카드 회사에서는 $500도 선택 가능)까지 자동으로 충전된다. 대부분의 신용카드 회사에서는 자동 요금에 의한 카드 이용에 대해서도 일반 쇼핑 시와 같게 신용카드 포인트를 부여를 하고 있다.
잔고의 확인은 개찰기의 잔고표시란을 확인하거나 승차권 판매장에 설치되어 있는 전용 단말기의 잔고 확인기를 이용할 수 있다. 잔고 확인기에서는 사용 가능 잔고나 이용 이력(최신 1015건 정도) 등이 표시된다. 지원언어는 영어나 중국어로 표시되지만, 그 선택 언어는 카드로 설정되어 있어 그것은 일부의 창구에서 변경 가능하다.

### 반납
MTR 역이나 구입처에 카드를 반납하면, 보증금과 함께 쓰고 남은 잔액을 돌려준다. 카드 유효기간은 충전일로부터 3년간이므로, 재방문이 계획되어 있거나 예상된다면 굳이 환불받지 않아도 되며, 국내에서 다른 사람에게 양도를 해도 된다.

## 서비스 지역
옥토퍼스 카드는 홍콩뿐만이 아니라 선쩐과 마카오의 일부 서비스에서도 2006년을 기점으로 이용할 수 있게 되었다. 마카오의 켄터키 프라이트 치킨과 선쩐의 페어우드 레스토랑에서 이용이 가능하다.

## 같이 보기
- 디지털 통화